# Ian Bargh
Ian Martin Bargh (8. ledna 1935 Prestwick, Skotsko, Spojené království – 2. ledna 2012 Toronto, Ontario, Kanada) byl kanadský jazzový klavírista a hudební skladatel. Svou kariéru zahájil ještě v době, kdy bydlel ve Skotsku. Do Kanady se přestěhoval v roce 1957.